# 18 Скорпіона
18 Скорпіона - одинока зоря, розташована на відстані 45,3 світлових роки від Землі на північній межі сузір'я Скорпіона. Вона має видиму зоряну величину 5,5, що дозволяє бачити її неозброєним оком за межами світлового забруднення міських поселень.
Багато фізичних характеристик 18 Скорпіона схожі з Сонцем. Кайрел де Стробель включила її у свій огляд зір, найбільш схожих з Сонцем,, а Порто де Мельо & да Сільва ідентифікували її як двійника Сонця. Тому деякі науковці вірять, що можливість життя поблизу неї досить висока. Але до цього часу довкола зорі не виявлено планет.

## Характеристики

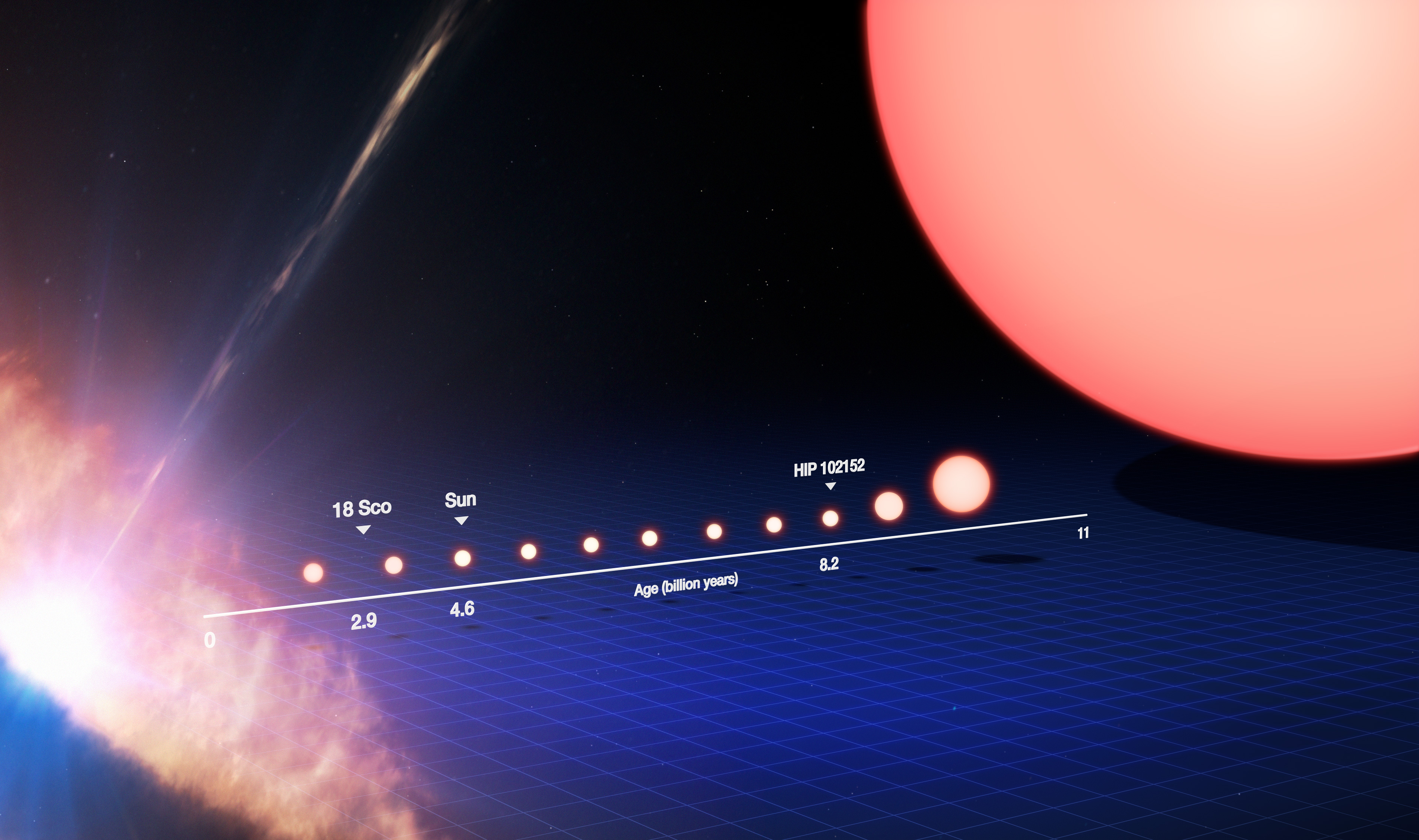
Вік 18 Скорпіона у порівнянні з віком Сонця, старшого сонячного двійника HD 197027 (тут позначеного як HIP 102152) та віком формування Чумацького Шляху

18 Скорпіона є зорею головної послідовності спектрального типу та яскравості G2 Va, де клас світності 'V' вказує, що вона генерує енергію ядерного синтезу водню у регіоні ядра. Її металічність десь на 10 % вища сонячної. Радіус зорі, виміряний інтерферометром, становить 101 % радіусу Сонця. При поєднанні з результатами астросейсмологічних вимірів, це дозволило оцінити масу зорі у 102 % мас Сонця. 18 Скорпіона випромінює 106 % світності Сонця з зовнішньою атмосферою ефективної температури 5 433 K, що надає їй жовтого кольору зорі класу G..
Її фотометрична поведінка у часі також дуже схожа а сонячну — змінність яскравості зорі за повний цикл активності складає 0,09 %, що майже відповідає змінності яскравості Сонця протягом останніх сонячних циклів. З використанням  томографії Зеемана-Доплера, було виявлено поверхневе магнітне поле 18 Скорпіона та виміряно, що його інтенсивність та геометрія схожі на сонячне магнітне поле верхнього рівня. Період циклу активності зоря оцінено у 7 років, що значно коротше сонячного, а її загальний рівень активності хромосфери значно вищий. Як і Сонце, зоря має гарячу корону з температурами 1,5–2 млн.K та рентгенівською світністю 8 ± 1.5 ерг/с.
Вік 18 Скорпіона оцінюється у 3.8±0.5 млрд.років.
Хоча загальна металічність 18 Скорпіона лише на 10 % вища сонячної, кількість літію в ній у три рази вища; тому деякі астрономи пропонують вважати цю зорю «квазі-двійником Сонця», а термін «двійник Сонця» використовувати для зір (напр. HIP 56948), які схожі з Сонцем по всіх параметрах (в межах помилки спостереження).
У вересні 2003 року астробіолог Маргарет Турнбулл (Університет Аризони в Тусоні) визначила 18 Скорпіона як одну з найбільш ймовірних розташованих неподалік кандидатів на наявність життя на основі аналізу переліку зір HabCat. Це одинока зоря і на 2005 рік виміри променевої швидкості не виявили довкола неї планет, так само як вона не маж надлишку інфрачервоного випромінення, яке б вказало на присутність неконсолідованої навколозоряної  речовини, напр. осколкового диску.